# هری کینگ
هری کینگ (انگلیسی: Harry King؛ 4 january 1886 – ۶ فوریهٔ ۱۹۶۸) بازیکن فوتبال اهل بریتانیا بود.
از باشگاه‌هایی که در آن بازی کرده‌است می‌توان به باشگاه فوتبال بیرمنگام سیتی، باشگاه فوتبال آرسنال، باشگاه فوتبال لستر سیتی، باشگاه فوتبال کرو آلکساندرا، باشگاه فوتبال نورث‌همپتون تاون، باشگاه فوتبال برنتفورد، و باشگاه فوتبال ووستر سیتی اشاره کرد.